# Television and Radio Industries Club
Les Television and Radio Industries Club (TRIC) est une association britannique créée en 1931 afin de promouvoir la qualité des programmes à la télévision et à la radio au Royaume-Uni.
Il décerne chaque année les Television and Radio Industries Club Awards (ou TRIC Awards) qui récompensent les meilleurs programmes télévisuels ou radiophoniques.